# Sustentabilidade económica
Sustentabilidade econômica é a capacidade de produção, distribuição e utilização equitativa das riquezas produzidas pelo homem. O crescimento econômico sustentado refere-se a um ciclo de crescimento econômico (medido em termos de crescimento do PIB) constante e duradouro, porque assentado em bases consideradas estáveis e seguras. Dito de outra maneira, é uma situação em que a produção cresce, em termos reais, isto é, descontada a inflação, por um período relativamente longo (mais de duas décadas
Relaciona-se com os conceitos de desenvolvimento sustentável, entendido como sustentabilidade ambiental, social, econômica e política.
Um estudo do Banco Mundial, intitulado The Growth Report: Strategies for sustained growth and inclusive development (Relatório do Crescimento:  Estratégias para crescimento sustentado e desenvolvimento inclusivo")  discutiu os casos
de rápido crescimento econômico a partir do pós-guerra (1950 em diante), abordando o caso de treze economias que conseguiram, por 25 anos ou mais, obter uma taxa de crescimento do PIB de 7% a.a. ou mais e analisando as causas, consequências e a dinâmica interna desse crescimento. :1 O relatório apontou as semelhanças existentes entres os países que conseguiram realizar  esses "milagres de crescimento" e  formulou uma  lista de "ingredientes" para o crescimento, com sugestões de políticas que podem ajudar os países em desenvolvimento a alcançar o crescimento econômico sustentado. As recomendações de políticas foram agrupadas em cinco categorias::34
1. acumulação de capital (incluindo investimento na formação bruta de capital, destacando-se o investimento público  em infraestrutura)
2. inovação  e imitação
3. alocação do capital e do trabalho, com manutenção de taxas de câmbio competitivas
4. estabilização macroeconômica, com salvaguardas contra quedas abruptas de valores, insolvência e inflação galopante
5. inclusão

Dentro da categoria acumulação incluiu-se o investimento na formação bruta de capital, que contribui para acumular infraestrutura e as competências de que o país necessita para crescer rapidamente. Já a inovação possibilita o desenvolvimento de novos produtos e processos e, com isso, o ingresso em indústrias de exportação não tradicionais, por exemplo. O terceiro conjunto de políticas diz respeito à alocação do capital, que pode ser determinada, por exemplo, por mudanças na taxa de câmbio, para estimular certos setores da indústria e categorias de exportações-chave para o crescimento. O quarto grupo de políticas é  relacionado à estabilização macroeconômica. O quinto gruporefere-se  às políticas voltadas para a inclusão social, com vistas a maior equidade e igualdade de oportunidades. 

## Sustentabilidade econômica e sustentabilidade ambiental
Quando se fala em sustentabilidade, o conceito transporta-nos para ideias relacionadas com o ambiente, qualquer que seja o contexto em que tal palavra é aplicada. Porém, e se atentarmos à origem da mesma, “sustentável” provém da palavra latina “sustinere”, e significa “manter vivo”, “defender". Este conceito, de interpretação dinâmica, teve várias versões ao longo dos anos, sendo o âmbito econômico, o que enquadrou a definição no ano de 1972, “restituir os recursos consumidos pelas organizações”.
A ECO-92, que decorreu no Rio de Janeiro, em 1992, contextualizou a sustentabilidade como um efeito sobre o futuro, por acções praticadas no presente, ou seja, “as consequências da economia têm efeito sobre futuras gerações”. Em 2002, em Joanesburgo, durante a Rio+10, foram-lhe conferidas três dimensões, que se mantém como a abordagem actual. Uma dimensão económica, uma social e outra ecológica, em que a econômica representa a abordagem central, seguindo-se concentricamente, a abordagem social e mais externamente, a ecológica, sendo esta a dimensão agregadora. A sustentabilidade adquiriu, assim, uma visão mais ampla do mundo, congregando duas grandes ideias: a sustentabilidade fraca e a sustentabilidade forte. A primeira representa a definição de sustentabilidade, defendida em 1972, em que a única preocupação é a de devolver o que se consumiu, em termos de recursos. A segunda, adapta o consumo a exigências mais amplas, relacionando-o com a manutenção dos recursos naturais, tendo efeitos de externalidades, do ponto de vista econômico, sobre o capital humano, financeiro e o patrimônio ambiental.
É neste contexto, que sustentabilidade começa a adquirir contornos de vantagem competitiva, em interação com os temas de gestão, no sentido de serem organizadas cadeias de sentido, e não só de valor, numa orientação que permita garantir a sobrevivência e o crescimento da organização, a longo prazo. Essa ideia, permitiu a segmentação de alguns mercados, nomeadamente o da energia, com o surgimento das energias renováveis. A sustentabilidade, permitiu esta vantagem competitiva, numa clara inovação e segmentação do mercado, em contexto internacional.
Investir de uma forma ética e  sustentável, é uma motivação do futuro mercado SRI (Social Responsibility Initiative), e uma clara alteração dos sentidos puramente materialistas, que nos é servido em forma de dogmatismo, por alguns manuais e receituários. “Fazer o que ainda não foi feito”, é o desafio, a sustentabilidade pode ser um dos caminhos.
Este conceito, está intimamente relacionado com o da responsabilidade social das organizações. É por isso, fundamental, de acordo com Michael Porter, construir uma só estratégia, pois refere que “normalmente as companhias têm uma estratégia econômica e uma estratégia de responsabilidade social, e o que elas devem ter é uma estratégia só”.
A ideia da sustentabilidade, como estratégia de aquisição de vantagem competitiva, por parte das empresas, aparece de uma forma declarada, na elaboração do que as empresas classificam como “Relatório de Sustentabilidade”. É curioso que, mais do que o reconhecimento que essa prática é, em termos concretos, uma ferramenta poderosa na gestão estratégica de uma organização, ela é preferencialmente utilizada, como uma ferramenta de comunicação e imagem, da organização. O artigo "Comunicação com os stakeholders motiva elaboração de relatórios de sustentabilidade", [carece de fontes?] refere que, 83% das organizações declararam, que a comunicação com os stakeholders foi a motivação para elaboração dos relatórios de sustentabilidade, de acordo com um inquérito desenvolvido pela Young Managers Team Portugal – YMT 2006 e dirigido a várias empresas de diversos sectores de atividade, em Portugal. Contudo, 75% considera o Relatório de Sustentabilidade como uma ferramenta de gestão (mas limitada à comunicação com os stakeholders'), permitindo a sistematização da informação relativa ao desempenho social e ambiental.
De referir, ainda, que a imagem foi a motivação eleita por 33%, das organizações inquiridas. A nível das organizações, em Portugal, podemos inferir, a partir deste inquérito, que a consciência da sustentabilidade não é encarada como uma oportunidade de negócio, e de vantagem competitiva, no seu contexto ético, mas sim, uma das componentes de comunicação da organização, com o exterior e interior da empresa. Esta visão, em nada se alinha com as potenciais vantagens, que uma estratégia dirigida à sustentabilidade, pode conferir, tal como refere Sofia Santos “Encarar os riscos sociais e ambientais como uma oportunidade de negócio é o grande desafio que este sector (financeiro) apresenta aos players do mercado. Esta prática levará à criação de novas oportunidades de negócio e à contribuição para estratégias empresariais lucrativas”. Tal afirmação, resulta de um estudo desenvolvido pela Sustentare, aplicado ao mercado financeiro português, onde é referido que “Os principais bancos portugueses consideram que existe um mercado promissor para a criação de produtos financeiros sustentáveis (69.2%) e avançam com a possibilidade de criação de produtos financeiros com spreads mais baixos…”. Porém, é importante referir, também, que apenas 39% dos bancos em Portugal, encara a questão da sustentabilidade como um fator de estratégia empresarial.
Uma consciência sustentável, por parte das organizações, pode significar uma vantagem competitiva, se a mesma for encarada, em primeira mão, como uma componente de uma só estratégia da organização, tal como defende Michael  Porter, e não como “algo” que concorre, à parte, com  a estratégia da organização, como fazendo parte da política de imagem ou de comunicação.